# 이혜린 (배구 선수)

이혜린(1977년 1월 27일 ~)은 대한민국의 배구 선수다.